# Станкевич Олександр Володимирович
Станкевич Олександр Володимирович (2 (14) вересня 1821, Бірюцький повіт, Воронізька губернія — 27 липня (9 серпня) 1912, Воронізька губернія) — письменник родом з української частини Вороніжчини, біограф і видавець літературної спадщини Т. М. Грановського; брат мислителя Миколи Володимировича Станкевича.

## Біографія
Походив з українського дворянського роду. Батько — Володимир Іванович Станкевич (предводитель дворянства Острогозького повіту в 1837—1841 роках). У сім'ї було 9 дітей.
У 1832 році Олександра прийняли в приватний пансіон професора Павлова. У 1840—1841 навчальному році був студентом Харківського університету. Відвідував засідання гуртка старшого брата Миколи, а після його смерті склав власний гурток московської творчої інтелігенції : І. Забєлін, С. Соловйов, М. Рубінштейн, П.Чайковський та багато інших.
У 1869—1876 роках був гласним Московської міської думи.

Був великим землевласником і володів маєтком Курлак в Воронезької губернії.
В 1870-х рр. — старшина потомствених дворян в Московській думі і почесний мировий суддя в Москві. Жив у власному будинку, у Великому Чернишевському (нині Вознесенському) провулку.
Пристрастю О. В. Станкевича було колекціонування картин і рідкісних книг. Він зібрав цінну колекцію полотен італійських і голландських майстрів живопису, багато шедеврів привіз з подорожей по Європі. У його бібліотеці було понад 4500 томів рідкісних книг з історії, літератури, політекономії, мовознавства. Значну її частину становили зарубіжні видання XVI—XVIII століть. Його колекцію після смерті успадкувала племінниця, дружина Г. Н. Габричевського, Олена Василівна Габричевська.